# Medienliste zu Mumien
Die Mumie ist der Titel verschiedener Bücher und Filme, die die Wiederbelebung altägyptischer Mumien zum Thema haben.

## Theaterstücke
- Les Momies d'Égypte 1696 von Jean-François Regnard.[1]
- The Mummy 1833 von William Bernard.

## Romane und Kurzgeschichten

### Jane C. Loudon
- Roman The Mummy! A Tale of the Twenty-Second Century, 3 Bände., London 1827. Die Mumie ist der mit Hilfe einer galvanischen Batterie von den Toten erweckte Pharao Cheops.
  - 2. Auflage 1828, 3 Bände.
  - 1994 von Alan Rauch in Ann Arbor herausgegeben.

### Théophile Gautier
- Kurzgeschichte Le pied de momie 1840.[2]
- Roman Le Roman de la Momie, Paris 1858. Die Mumie hier ist die der Frau Tahoser, die im Grab von Sethos II. oder Ramses III. gefunden wird.[2]
  - deutsch: Der Roman der Mumie, 1925. 331 Seiten. Übertragen von Alastair für den Avalun-Verlag.
  - Die frühere Ausgabe von etwa 1923 ist auf etwa 150 Seiten gekürzt und stark bearbeitet.

### Edgar Allan Poe
- Kurzgeschichte Some words with a mummy, 1845.[2]
  - deutsch: „Gespräch mit einer Mumie“.

### Louisa May Alcott
- Kurzgeschichte Lost in a Pyramid: The Mummy's Curse, 1869.
  - deutsch: „Der Fluch der Mumie“

### August Niemann
- Roman „Das Geheimnis der Mumie“ 1885. Er folgt der Vorlage von Gautier.[2]

### Arthur Conan Doyle
- Kurzgeschichte The Ring of Thoth, London 1890[3][4]
- Kurzgeschichte „Lot no. 249“ oder „Mummy Number 249“, London 1892.[5]

### Bram Stoker
- Roman The Jewel of Seven Stars, London 1903. Hier ist es die Mumie der Frau Tera, die nach England geschafft wird.[6]
  - 1975 hat Arrow Books London eine Taschenbuchausgabe herausgebracht.
  - „Das Amulett der Mumie“ 2004 scheint eine Übersetzung ins Deutsche zu sein.

### Anne Rice
- Roman The Mummy or Ramses the Damned, 1989.
  - deutsch: „Die Mumie oder Ramses der Verdammte“, 1992

### Stephan Sarek
- Roman „Der Mumiengarten“, 2010.

## Filme

### Nach der Vorlage von Universal Pictures (1932)

#### Das Original
- The Mummy (1932), deutsch: Die Mumie (1932), US-amerikanischer Horrorfilm von Karl Freund. Die Mumie ist die von Imhotep.

#### Italienische Neuverfilmung
- Il Sepolcro dei Re, Italien 1960. Deutsch: Der Fluch des Pharao

#### Stephen Sommers' Neuverfilmung
- The Mummy (1999), deutsch: Die Mumie (1999), US-amerikanischer Abenteuerfilm.
- The Mummy returns (2001), deutsch: Die Mumie kehrt zurück.

#### Rob Cohen übernimmt das Mummy-Franchise
- The Mummy: Tomb of the Dragon Emperor (2008), deutsch: Die Mumie: Das Grabmal des Drachenkaisers

### Nach der Vorlage von Universal Pictures (1940–1955)
Die folgenden Filme sind keine Fortsetzung des Films von 1932, sondern sind eine Serie über die beiden Mumien Ananka und Charis.

#### Die Serie
- The Mummy's Hand (1940)
- The Mummy's Tomb (1942)
- The Mummy's Ghost (1944)
- The Mummy's Curse (1944)
- Abbot and Costello Meet the Mummy (1955), deutsch: Abbott und Costello als Mumienräuber

#### Das Remake der Hammer Film Productions
- The Mummy (1959), England, mit Christopher Lee. Deutsch: Die Rache der Pharaonen. Das Remake ist an die beiden Filme von 1940 und 1942 angelehnt, nicht an den von 1932. Erster Mumienfilm der Hammer Film Productions.

### Weitere Mumienfilme der Hammer Film Productions
- Curse of the Mummy's Tomb (1964), Deutsch: Die Rache des Pharao. Zweiter Mumienfilm der Hammer Film Productions.
- The Mummy's Shroud (1966), Deutsch: Der Fluch der Mumie. Dritter Mumienfilm der Hammer Film Productions.

### Nach Stokers Vorlage
- The Curse of the Mummy (1970)
- Blood from the Mummy's Tomb (1971), Deutsch: Das Grab der blutigen Mumie. Vierter Mumienfilm der Hammer Film Productions.
- The Awakening (1980), Deutsch: Das Erwachen der Sphinx
- Legend of the Mummy (1997)